# II. Vlad havasalföldi fejedelem
II. Vlad vagy más néven Sárkány Vlad (románul: Vlad Dracul), (1393 vagy 1397 – 1447. december 7., Bălțeni) Havasalföld (Valachia) fejedelme 1436–1442 és 1443–1447 között.
A Basarab család tagja, I. Öreg Mircea fia. Havasalföld fejedelmeként éppen a magyar király (Luxemburgi Zsigmond) vazallusaként felelős volt az Erdély és Havasalföld közötti kereskedelmi útvonalak biztosításáért. Bár a Római katolikus egyház kedveltje és hűséges kiszolgálója volt, II. Vlad egy nem éppen katolikus tettel vívta ki magának a Havasalföldi uralmát: meggyilkolta a rivális nemesi család tagjait, a Dăneștieket, akik valamennyire rokonai is voltak, lévén a Basaraboktól származtak. Így 1436-ban Havasalföld teljes értékű uralkodója lett. II. Vlad a Dracul (draco latinul sárkány) nevet azután kapta (vagy adta magának) miután 1431-ben Zsigmond király bevette őt a Sárkány Lovagrendbe.
I. Ulászló magyar-lengyel király 1444-ben hadat üzent az Oszmán Birodalomnak, behatolt a török Rumélia tartományba, és Várna felé nyomult előre. A hadak egyik vezére Hunyadi János volt, aki felkérte II. Vladot, hogy Magyarország vazallusaként és a Sárkány Lovagrend tagjaként csatlakozzék hadaival, utóbbi azonban elutasította a felkérést. Helyette II. Mircea nevű fiát (a legidősebbet; a középső III. Vlad Tepes, a legfiatalabb III. Szép Radu) küldi a háborúba.
A várnai csata a keresztény hadak katasztrofális vereségével ért véget. Hunyadi János éppen, hogy megmenekült, de maga I. Ulászló király odaveszett. A havasalföldi fejedelem és fia nyíltan is Hunyadi Jánost hibáztatták a vereségért, amúgy sem felhőtlen kapcsolatukat így mélypontra juttatva.
II. Vlad Dracul fejedelmet 1447-ben saját nemesei gyilkolták meg (II. László megrendelésére), (II.) Mircea fiával együtt. Utóbbit állítólag élve eltemették. Hunyadi János saját jelöltjét, Vladiszlávot, a Dănești klán egyik tagját juttatta a trónhoz, aki később első áldozata lett a hírhedt III. Vlad havasalföldi fejedelemnek.
Bár II. Vlad Dracul fejedelmet tehetséges hadvezérként és sikeres uralkodóként tartották számon, a történelem mégis leginkább a hírhedt fia, Vlad Tepes által ismeri.